# ブリオー

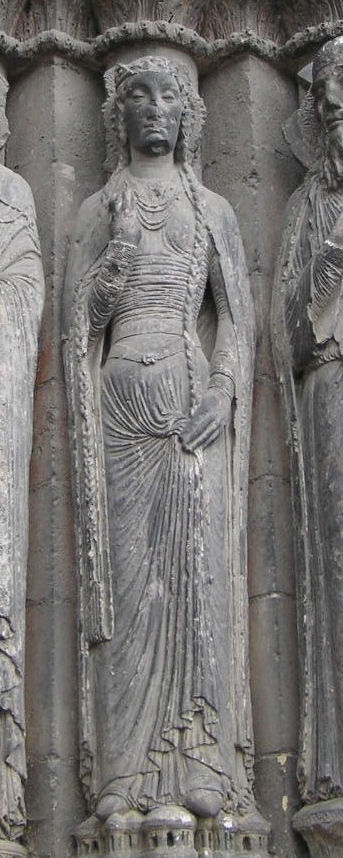
アンジェ大聖堂の西門にある1200年頃のブリオーを着る女性の彫刻

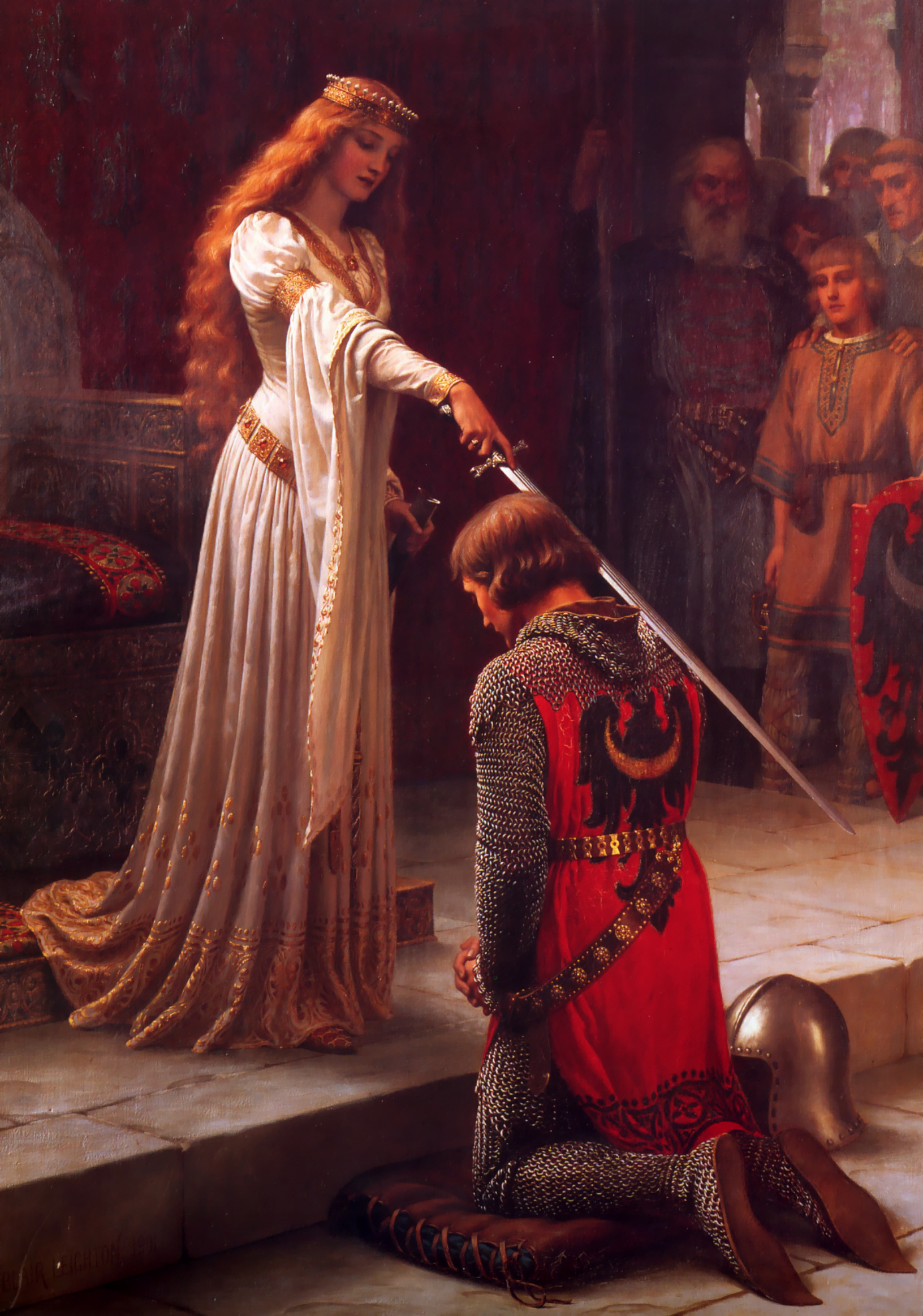
ヴィクトリア時代のブリオー、エドモンド・レイトン『騎士号授与』（1901年）

ブリオー (bliaud) とは、中世の西ヨーロッパで着られたゆるやかなチュニック型ワンピースの一種。
ダルマティカなどビザンツ風の裾長のチュニックの流れを引いており、十字軍遠征によって西欧社会にもたらされた衣服と考えられている。
薄い絹などで作られ、11世紀から12世紀にかけてのロマネスク様式を優美に飾った。

## 概要
ブリオーという言葉がはじめて登場するのは、11世紀の武勲詩『ローランの歌』の作中である。
カール大帝の騎士ガヌロンは、義理の息子ローランによって前任者二人が惨殺されたサラセン人への使者に推挙され、怒りのあまりマントをかなぐり捨てる。この時、ガヌロンの着ている衣服がブリオーと呼ばれている。このブリオーは厚い胸板が見て取れるような、比較的薄い生地の上半身が体にぴったりとした衣装であった。
当時のヨーロッパではまだ縫製技術が未熟で、上半身が体にぴったりとしているのは立体縫製のためではないと思われる。同じく11世紀の『エリックとエニード』という騎士道物語の中で、ヒロインのエニードが身づくろいをする場面があるが、その中でエニードはブリオーの背中の紐を締めている。おそらく男性であるガヌロンのブリオーにも似た工夫が施されていたと思われる。シャルトル大聖堂の旧約聖書の女性像にも、ウエストのあたりに横皺があらわされたものがあり、背に紐をつけて上半身を締めた様子を表した可能性が高い。
女子のブリオーは、漏斗のように大きく広がった袖口の床丈のワンピースドレスであった。細かいプリーツがつけられ、腰骨のあたりに長いベルトを締めて着ていた。腰から胸下にかけて背後から紐締めして細腰を強調していた。12世紀の中ごろには、広幅の帯を巻いてさらに腰の細さを強調する着つけも登場している。下着には白い亜麻布でできたシェーンズという長袖の短いチュニック型の衣服を着ており、袖口と襟もとに刺繍を施していた。
袖については、財産目録などで別個に記載されており、装飾品として扱っていたと思われる。この大きな袖は、思慕を寄せる騎士への贈り物となり、しばしば旗竿や兜飾りとして騎士の誉れとなった。
男子のブリオーは踝丈からふくらはぎ丈で、女子ほどではないがやや広い袖をしている。フランスのアンリ1世のブリオーが遺されているが、白い綴織りで作られ、首回りと袖口に金糸刺繍を施した紫の縁が付く豪華なものである。女子との違いはブレーという白い麻製のズボンを下にはくことであった。
男子のブリオーについては、当時の昔気質の人々や聖職者には嫌われたらしい記述が残る。ノルマンディーの聖職者オルドリク・ヴィタルは、若い男たちが女のように柔弱になると、髪を伸ばして鏝を当て裾長の服を着て手を覆う長い袖の服を着る流行を嘆いた。ノルウェー王スヴェレ・シグルツソンも、臣下の衣服が女性の様に柔弱であるのを嫌っている。